# Europa regina

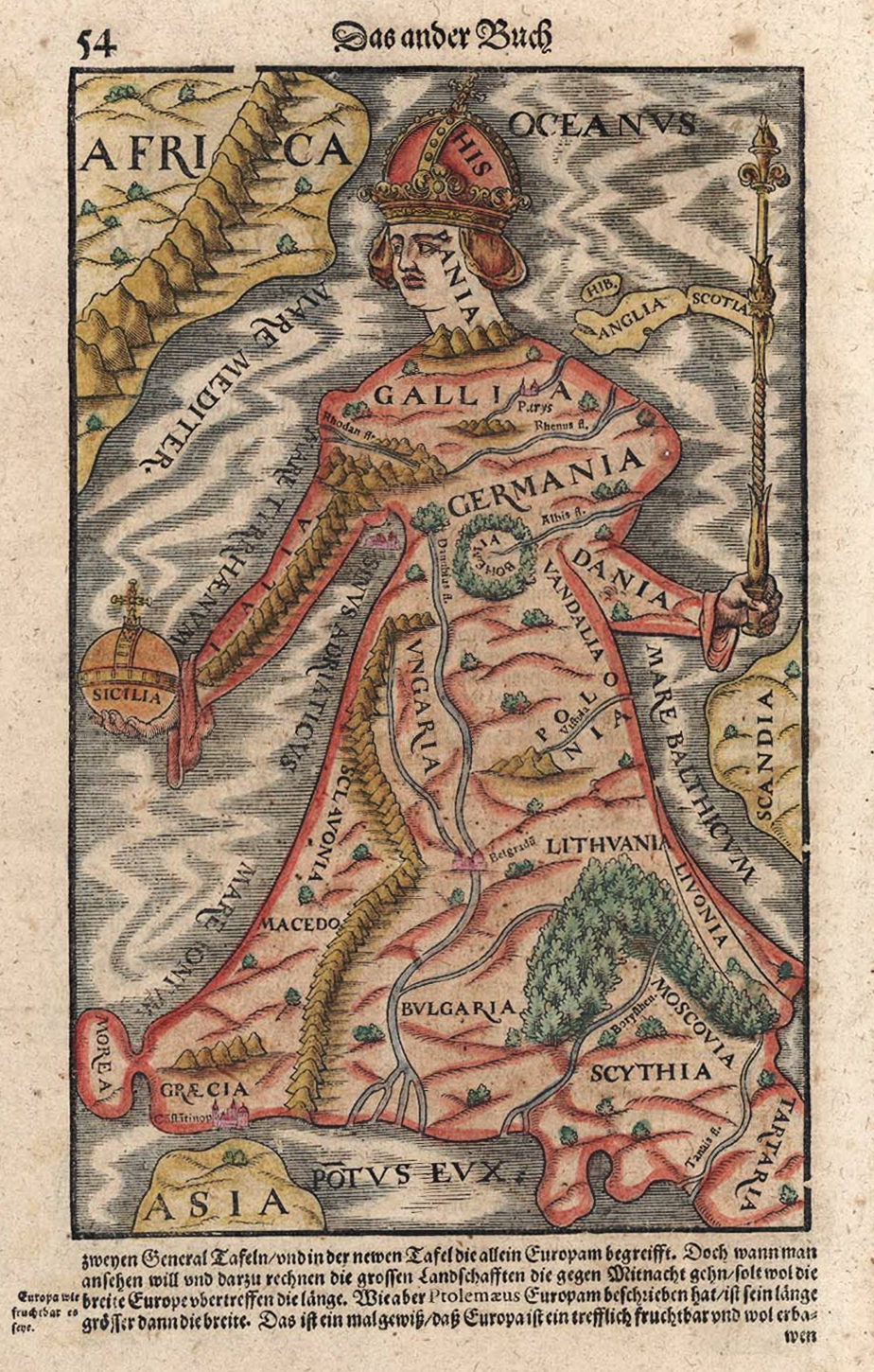
Europa regina v Cosmographii Sebastiana Münstera (1570)

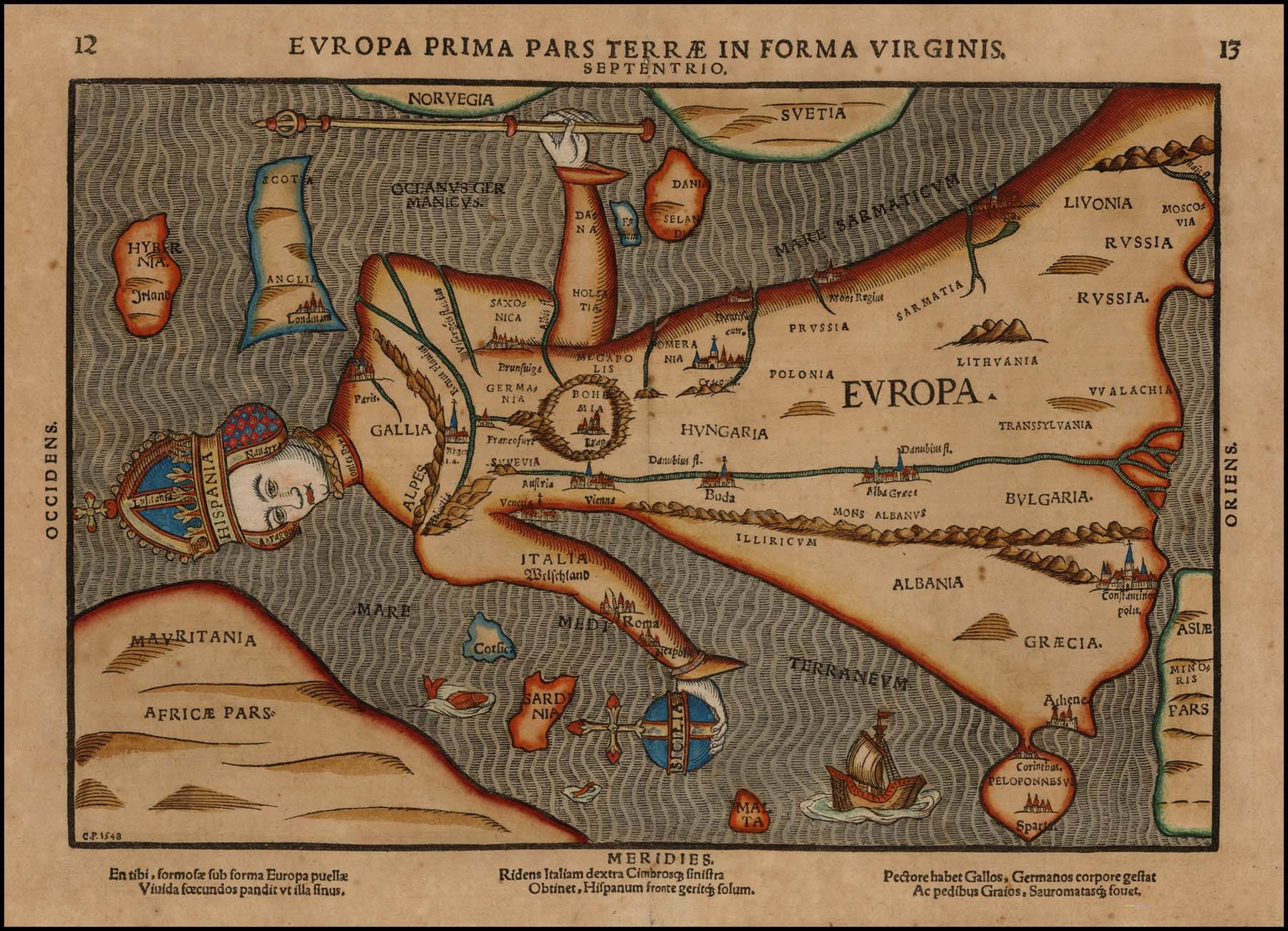
Europa regina v Itinerariu Sacrae Scripturae Heinricha Büntingse (1582)

Europa regina (latinsky, v překladu do češtiny Královna Evropa) je označení pro alegorický obraz / mapu znázorňující Evropský kontinent jako královnu. Mapy, vytvářené především v 16. století, zobrazují Evropu jako ženskou postavu, kde Pyrenejský poloostrov tvoří její korunovanou hlavu a Čechy srdce.

## Původ
V době evropského středověku byly mapy obvykle orientovány v tzv. T schématu k Jeruzalému, a zachycovaly Evropu, Asii a Afriku. Mapy samotné Evropy byly nanejvýš ojedinělé, jediné známé příklady jsou mapy z Liber Floridus Labmerta ze St.-Omer, vydané v roce 1112, a byzantská mapa ze 14. století. Další eurocentrické mapy byly vydány kartografy Johannesem Putschem (polatinštěně Johannes Bucius Aenicola, 1516–1542) až v roce 1537, tedy na úsvitu raného novověku.
Putschova mapa jako první představuje Evropu jako Europa regina, kde evropské země tvoří postavu ženy s korunou, žezlem a královské jablko. Poprvé byla mapa vytištěna kalvinistou Christianem Wechelem. Ačkoli okolnosti vzniku a přijetí jsou nejisté, je známo, že Putsch udržoval blízké vztahy s císařem Svaté říše římské Ferdinandem I., a že věhlas mapy významně vzrostl během druhé poloviny 16. století. Moderní výraz Europa regina nebyl v Putschově době ještě používán, tehdy se užívalo latinské fráze Europa in forma virginis (Evropa ve tvaru dívky).
V roce 1587 vydal Jan Bußemaker mědiryt od Matthiase Quada, zobrazující adaptaci Putschovy Europa regina, jako Europae descriptio. Od roku 1588 přibyla další adaptace ke všem následným vydáním Cosmographie Sebastiana Münstera, v ranějších vydáních byla přikládána jen někdy. Heinrich Bünting (1545–1606) ve svém díle Itinerarium totius Sacræ Scripturæ do vydání z roku 1582 přidal mapu Evropy v podobě ženské postavy, kterou v dalším vydání z roku 1589 přejmenoval na Europa regina. Na základě dalších příkladů byl rok 1587 bodem, od něhož většina publikací přejímala vyobrazení Evropy-královny, tedy Europa regina.

## Popis
Europa regina je ztvárněna jako mladá, vznešená žena. Její koruna je umístěná na Iberském poloostrově, má tvar sponové koruny karlovské říše. Francie a Svatá říše římská tvoří horní polovinu těla, kde České království představuje srdce. Dlouhé šaty zahrnují Uhersko, Polsko, Litvu, Livonsko, Bulharsko, Moskevské velkoknížectví, Makedonii a Řecko. V rukou, které jsou tvořeny Itálií a Dánskem, drží žezlo a královské jablko (Sicílie). Na většině maleb jsou částečně patrné také Afrika, Asie a Skandinávský poloostrov, a také Britské ostrovy.